# Hamburger Bachchor St. Petri
Der Hamburger Bachchor St. Petri ist der 1950 wiedergegründete Chor der Hauptkirche St. Petri in Hamburg. Chorleiter ist seit 1996 Thomas Dahl.

## Geschichte und Repertoire
Der Hamburger Bachchor St. Petri wurde 1950 von Helmut Tramnitz gegründet. Der Chor gestaltet in der Hamburger St.-Petri-Kirche musikalisch die Gottesdienste mit Liturgiegesang, Kantaten und Motetten und tritt auch zu anderen besonderen Anlässen auf.
Der Chor konzertierte unter anderem in der Laeiszhalle Hamburg, der Elbphilharmonie, der Thomaskirche Leipzig und im Kloster Loccum. Internationale Konzertreisen führten nach Frankreich, Nord- und Südamerika, Japan und Ägypten. Dabei trat der Chor unter anderem in der Kathedrale Notre-Dame, der Westminster Abbey, der St Paul’s Cathedral, der Winchester Cathedral, der Lincoln Cathedral, dem Opernhaus Kairo sowie in Barcelona in der Kathedrale von Barcelona, der Sagrada Familia, Santa Maria del Mar auf.
Das Repertoire des Chores reicht von Werken der Spätrenaissance bis hin zu Werken der Komponisten des 20. Jahrhunderts, insbesondere auch der englischen Chormusik. Einen Schwerpunkt bilden dabei Werke von Johann Sebastian Bach, darunter neben Kantaten und Messen das Weihnachtsoratorium sowie die Matthäus- und Johannespassion. Zur Aufführung gelangen zudem unter anderem Werke wie Monteverdis Marienvesper, Bruckners f-Moll-Messe, Beethovens Missa solemnis, Händels Brockes-Passion, das seltener aufgeführte Oratorium Golgotha von Frank Martin sowie Werke von Max Reger, Arnold Schönberg und Maurice Duruflé.

## Chorleiter
- 1950–1959: Helmut Tramnitz
- 1959–1991: Ernst-Ulrich von Kameke
- 1991–1995: Roland Maria Stangier
- seit 1996: Thomas Dahl

## Diskographie
- Johannes Brahms: Ein deutsches Requiem. Berliner Mozartorchester, Leitung Roland Maria Stangier. Eigenproduktion 1994
- Anton Bruckner: Messe f-moll und Te Deum. Lübecker Philharmoniker, Leitung Hans-Martin Petersen. Eigenproduktion 2008
- Gioacchino Rossini: Petite Messe Solenelle. Henning Lucius/Jonas Kannenberg, Klavier, Leitung Thomas Dahl. Eigenproduktion 2010
- Giuseppe Verdi: Messa da Requiem. Hamburger Camerata, Leitung Thomas Dahl. Eigenproduktion 2014
- J. S. Bach: Wachet auf, ruft uns die Stimme, BWV 140 und Weihnachtsoratorium Kantaten I-III, Collegium Musicum St.Petri, Leitung Thomas Dahl. Eigenproduktion 2014
- 'Nacht ist wie ein Stilles Meer' - Chormusik von Bach, Rheinberger und Stanford. Daniel Kaiser, Sprecher. Leitung Thomas Dahl, blumlein records, 2016
- Felix Mendelssohn Bartholdy: Paulus - Oratorio op.36. Elbipolis Barockorchester, Leitung Thomas Dahl. Eigenproduktion 2017
- J. S. Bach: Matthäus-Passion, BWV 244, Göttinger Barockorchester, Leitung Thomas Dahl. Eigenproduktion 2018